# Passeig Arqueològic de Girona
El Passeig Arqueològic de Girona és una obra del municipi de Girona inclosa en l'Inventari del Patrimoni Arquitectònic de Catalunya.

## Descripció
L'interès del passeig rau en el seu traçat, que permet resseguir gairebé tota el vessant nord-est del nucli antic, des del Portal de sobreportes fins al de Sant Cristòfol; encara que a una alçada més gran un bon tram està disposat paral·lelament al riu Galligants i al barri de Sant Daniel. La pavimentació està formada pels típics còdols de la ciutat antiga, recollits des d'èpoques antigues dels vessants dels quatre rius gironins. Al traçat de vianants se n'afegeixen d'altres zones talment com petites placetes, miradors, etc.
L'itinerari que ens ofereix el passeig permet contemplar diferents construccions, la majoria amb orígens medievals. Començant pel cantó esquerre, el més breu, destaquen l'església de Sant Lluc i els Banys Àrabs; per la dreta s'observen el Portal de sobreportes, punt de partida del passeig; la Casa de l'Obra de la Catedral; les sales capitulars de la Seu; l'edifici de l'antiga canònica; el mur nord del Claustre; la torre Júlia i, finalment, la muralla i el portal de Sant Cristòfol.